# الاجلين (السدة)

تعديل مصدري - تعديل

الاجلين محلة تابعة لقرية الدنوة، التابعة لعزلة التويتي بمديرية السدة إحدى مديريات محافظة إب في الجمهورية اليمنية.، بلغ تعداد سكانها 85 حسب تعداد اليمن لعام 2004.